# Волиця-Лобачівська
Волиця-Лобачівська — село в Україні, у Берестечківській громаді Луцького району Волинської області. Населення становить 210 осіб.

## Географія
Село розташоване на правому березі річки Липи.

## Історія
У 1906 році село Волиця Берестецької волості Дубенського повіту Волинської губернії. Відстань від повітового міста 67 верст, від волості 12. Дворів 33, мешканців 240.
12 червня 2020 року, відповідно до розпорядження Кабінету Міністрів України № 708-р «Про визначення адміністративних центрів та затвердження територій територіальних громад Волинської області», село увійшло у склад Берестечківської міської громади.
19 липня 2020 року, в результаті адміністративно-територіальної реформи та ліквідації Горохівського району, село увійшло до складу новоутвореного Луцького району.

## Населення
Згідно з переписом УРСР 1989 року чисельність наявного населення села становила 329 осіб, з яких 146 чоловіків та 183 жінки.
За переписом населення України 2001 року в селі мешкали 322 особи.

### Мова
Розподіл населення за рідною мовою за даними перепису 2001 року:
| Мова       | Відсоток |
| ---------- | -------- |
| українська | 99,38 %  |
| вірменська | 0,31 %   |
| російська  | 0,31 %   |